# Chwalęcin (Niemcza)
Chwalęcin (deutsch Quanzendorf) ist ein Dorf in der Stadt- und Landgemeinde Niemcza (Nimptsch) im Powiat Dzierżoniowski der Woiwodschaft Niederschlesien in Polen. 

## Lage
Chwalęcin liegt etwa sechs Kilometer nordöstlich von Niemcza (Nimptsch), 24 Kilometer östlich von Dzierżoniów (Reichenbach) und 43 Kilometer südlich von Breslau.

## Geschichte
„Quanzcindorff“, das zum Herzogtum Brieg gehörte, wurde erstmals 1373 erwähnt. Besitzer waren damals Nickel von Niemitz und Christoph von Niemitz. Im 18. Jahrhundert besaß es Hans Kaspar von Prittwitz und Gaffron und nach ihm sein Sohn Georg Julius von Prittwitz und Gaffron, der 1770 in Quanzendorf starb. Es folgten Carl Wilhelm von Studnitz und der königlich preußische Landrat Carl Friedrich II. von Pfeil und Klein-Ellguth.
Nach dem Ersten Schlesischen Krieg 1742 fiel Quanzendorf zusammen mit dem größten Teil Schlesiens an Preußen und wurde in den Kreis Nimptsch eingegliedert. 1874 wurde aus der Landgemeinde Quanzendorf der gleichnamige Amtsbezirk gebildet, zu dem auch die Landgemeinden Groß Wilkau, Kittelau, Ober Panthenau, und Pristram gehörten sowie die Gutsbezirke Groß Wilkau, Kittelau, Ober Panthenau, Pristram und Quanzendorf. Katholisch war Quanzendorf nach Nimptsch und evangelisch nach Groß-Wilkau gepfarrt. 1783 zählte das Dorf ein Vorwerk, eine Windmühle, 22 Gärtner, eine Häuslerstelle und 146 Einwohner. 1845 waren es 35 Häuser, ein herrschaftliches Schloss und Vorwerk, eine Brennerei, eine Windmühle, ein Granitbruch, sechs Handwerker und 189 Einwohner, davon 25 katholisch und der Rest evangelisch. Nach der Auflösung des Kreises Nimptsch 1932 wurde Quanzendorf dem Landkreis Reichenbach/Eulengebirge zugeteilt. 
Als Folge des Zweiten Weltkriegs fiel Quanzendorf 1945 mit dem größten Teil Schlesiens an Polen und wurde in Chwalęcin umbenannt. Die deutschen Einwohner wurden – soweit sie nicht vorher geflohen waren – vertrieben. Die neu angesiedelten Bewohner waren teilweise Zwangsumgesiedelte aus Ostpolen, das an die Sowjetunion gefallen war.

## Persönlichkeiten
- Felix von Damnitz (1847–1926), deutscher General der Kavallerie und Hippologe